# Кислотное число
Кислотное число — количество миллиграммов гидроксида калия (KOH), необходимое для нейтрализации всех кислых компонентов, содержащихся в 1 г исследуемого вещества. Кислотное число является мерой суммы карбоновых кислот в органическом соединении, таком как жирные кислоты, или в смеси соединений. Обычно известное количество образца, растворённого в органическом растворителе (чаще всего — в смеси полярного и неполярного растворителей) титруют раствором гидроксида калия с известной концентрацией и фенолфталеином в качестве индикатора.
Кислотное число липидов в пищевых продуктах является мерой их гидролиза, поскольку количество свободных кислот в природных жирах, как правило, незначительно (хотя и отлично от нуля). Гидролиз, протекающий по мере хранения, при доступе кислорода будет сопровождаться интенсивным окислением, поскольку скорость окисления свободных жирных кислот значительно выше, чем, например, триглицеридов, в состав которых они входят в связанном виде.